# Al-Dżazuli Dafalla
Al-Dżazuli Dafalla (arab. الجزولي دفع الله, ur. 1935) – sudański polityk. Premier kraju od 22 kwietnia 1985 do 6 maja 1986; zrezygnował z urzędu po demokratycznych wyborach w 1986; bezpartyjny.